# 皮日馬河 (伯朝拉河支流)
皮日馬河是俄羅斯的河流，屬於伯朝拉河的左支流，由科密共和國負責管轄，河道全長389公里，流域面積5,470平方公里，河水主要來自融雪，每年十月至翌年五月結冰。